# Консумация

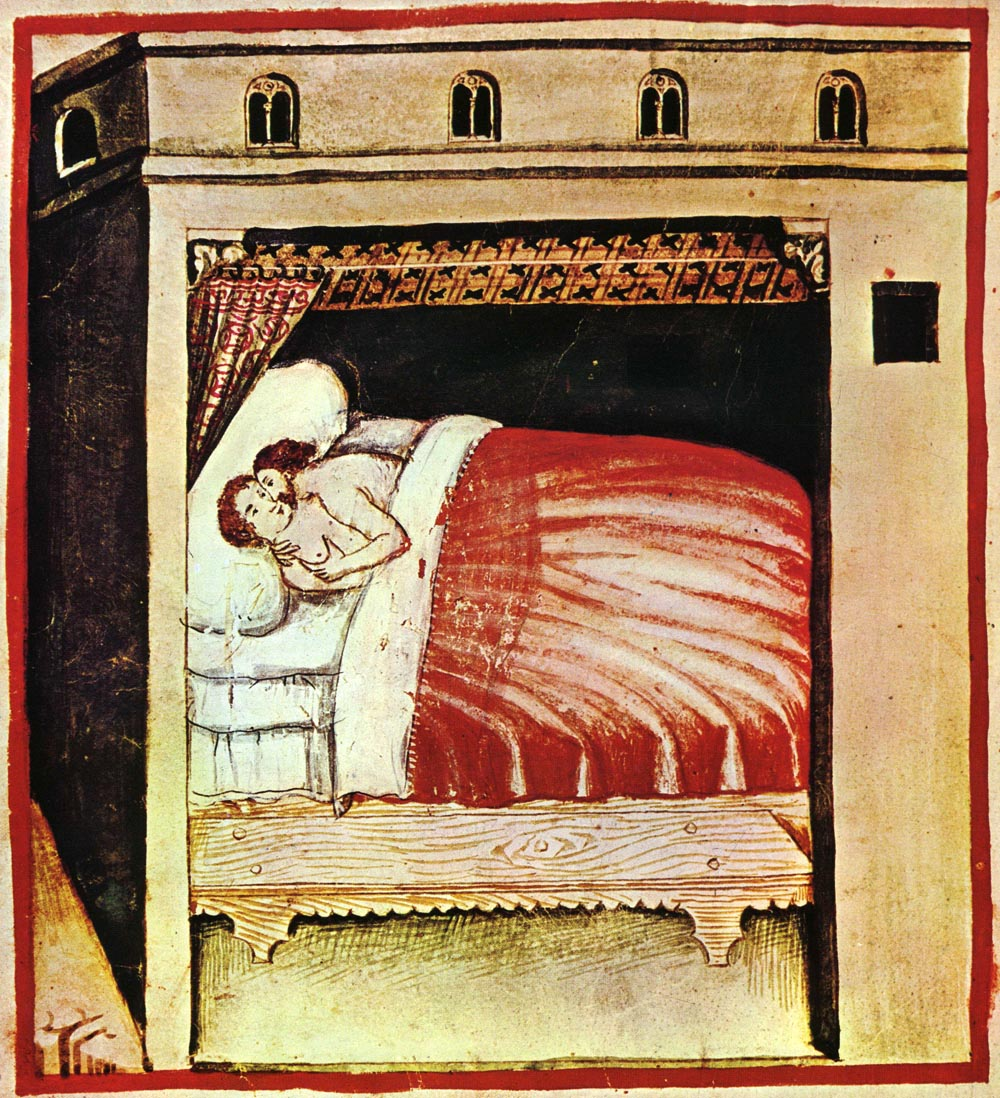
Иллюстрация из трактата Tacuinum Sanitatis

Консума́ция (лат. consummatio — «завершение, окончаниe») — термин, употребляемый иногда для одной из составляющих брака, а именно первого осуществления брачных отношений (полового акта). Во многих культурах сопровождается специальными обрядами (особые ритуалы вокруг ложа новобрачных, у дверей и окон спальни ставили охрану для борьбы с силами зла), с ней в ряде традиций тесно связана демонстрация доказательств девственности невесты.
В Средние века часто в случае заключения фиктивного брака между несовершеннолетними (что практиковалось в среде высшей аристократии) консумацию брака откладывали до достижения ими совершеннолетия.
Отсутствие фактических брачных отношений в Европе традиционно церковь учитывала как уважительную причину для признания брака недействительным.